# Adriano Auguadri
Adriano Auguadri (Como, 19 marzo 1897 – Guri i Topit, 4 aprile 1941) è stato un militare italiano, volontario di guerra, decorato con la medaglia d'oro al valor militare nel corso della seconda guerra mondiale.

## Biografia
Adriano Auguadri nasce a Como nel 1897 e, appena adolescente, entra nel comitato comasco del Corpo Nazionale Volontari Alpini, un sodalizio, sorto agli inizi del secolo, che riunisce appassionati escursionisti e “patrioti” della più varia estrazione per prepararli a eventuali operazioni militari in alta montagna.

### Prima Guerra Mondiale
Nel 1915, lo scoppio della guerra non lo coglie pertanto del tutto impreparato: egli può infatti già contare perlomeno su una discreta preparazione alla guerra in montagna. In maggio, Auguadri si arruola dunque volontario nel Regio Esercito Italiano. A soli diciotto anni entra così in servizio, proprio il 24 maggio, come soldato semplice del 5º Reggimento Alpini, e due giorni dopo giunge in linea col battaglione alpino “Morbegno”.
All'inizio del 1917, dopo il corso per allievo ufficiale, viene nominato prima sottotenente, e poi promosso tenente nello stesso anno. Il 15 giugno del 1917, mentre si trova in linea sul Corno di Cavento, nel settore dell'Adamello, Auguadri, al comando di una pattuglia di "Fiamme Verdi", gli arditi degli alpini, conquista una trincea nemica dopo la difficilissima scalata di una parete rocciosa. Questa azione viene ricompensata con la sua prima Medaglia di Bronzo al Valor Militare.
Meno di un anno dopo questo episodio, nei giorni del 25-26 maggio 1918, il tenente Auguadri, questa volta impegnato col suo battaglione sul Ghiacciaio Presena, attacca e conquista una posizione nemica, catturando oltre un centinaio di nemici ammassati in una caverna, e guadagnandosi così la sua prima Medaglia d'Argento al Valor Militare. Solo quattro giorni dopo, il 30 maggio, riceve anche un Encomio Solenne, riferito a un'azione compiuta nell'inverno precedente.
Dopo meno di due mesi, il 19 giugno, il tenente Auguadri è protagonista, stavolta sul Monte Stabel, in Trentino, di un'altra azione particolarmente notevole: giunto col suo plotone di arditi, dopo la scalata di una parete rocciosa, su una cima, egli rimane per oltre mezza giornata sotto il fuoco nemico, riuscendo anche a eseguire varie operazioni di ricognizione. Questa azione gli vale la seconda Medaglia d'Argento al Valor Militare.
Poche settimane dopo, il 13 agosto, il ten. Auguadri riceve anche la croce di guerra al merito.
Con la fine della guerra, Auguadri torna alla vita civile a Como, impegnandosi anche attivamente nell'associazionismo reducistico cittadino, e aderendo così all'Associazione Nazionale Alpini nonché all'Associazione nazionale volontari di guerra.

### Seconda Guerra Mondiale
Nel 1934, Auguadri trova impiego come bibliotecario comunale, e nel 1935, da civile, viene promosso capitano. Allo scoppio della Guerra d'Etiopia, egli chiede l'arruolamento volontario, non venendo però dichiarato idoneo.
Alla fine del 1939, nell'ambito delle operazioni di mobilitazione del Regio Esercito, viene richiamato alle armi e destinato alla frontiera alpina con la Francia. Qui prende parte ai fatti d'arme del giugno del 1940, nelle file della 509ª Compagnia mitraglieri. Intanto, i drammatici eventi della campagna italiana di Grecia impongono il trasferimento di nuovi complementi nello scacchiere balcanico.
Il 28 dicembre del 1940, al comando della 44ª Compagnia, Battaglione alpini "Morbegno" del 5º Reggimento alpini giunge così sulle alture greche. Il mese successivo, il 24 gennaio 1941, la 44ª Compagnia si lancia alla conquista della Quota 926. Questa azione vale gli valse il conferimento della seconda medaglia d'argento al valor militare.
Poco più di un mese dopo, il 9 marzo, si trovava sulla Quota 2110 del Monte Guri i Topit, quando alla sua compagnia fu ordinato l'assalto contro una ridotta nemica, fortemente presidiata. L'attacco, condotto sotto una tormenta di neve, valse alla compagnia la conquista della posizione, catturando altresì un cospicuo numero di prigionieri e ingenti quantitativi di materiale bellico. Venne così decorato con la terza medaglia d'Argento al valor militare.
Il 4 aprile del 1941, però, un violentissimo attacco greco si abbatte sulle posizioni tenute dalla 44ª Compagnia. Nel volgere di poche ore caddero tutti i suoi ufficiali, ed egli stesso fu ferito più volte. Nonostante le sue gravissime condizioni non abbandonò il comando del reparto e, percorrendo la trincea per rincuorare i suoi uomini, rimane ucciso.
La difesa delle posizioni affidate alla sua compagnia ed il sacrificio della vita vennero ricompensati con la medaglia d'oro al valor militare alla memoria.

## Onorificenze

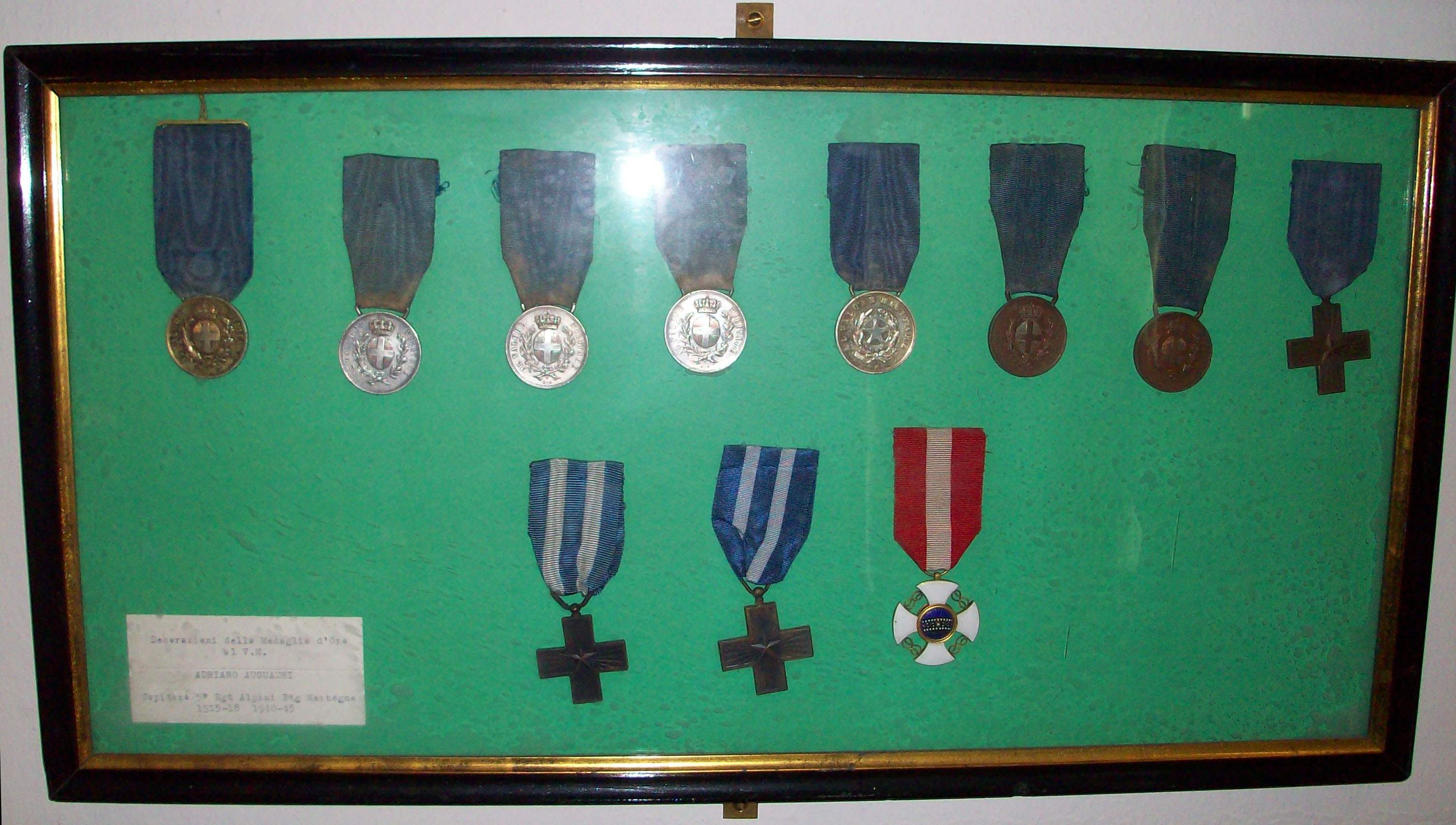
Il medagliere del capitano Auguadri, conservato presso il Museo Civico di Como.

### Riconoscimenti
Como, la sua città natale, gli ha intitolato:
- una piazza, nel 1941, attuale Piazza Medaglie d'Oro;
- una via, nel 1972, attuale Via Adriano Auguadri;
- la Federazione provinciale dell'Istituto del Nastro Azzurro.